# Hélène De Beir
Pour les articles homonymes, voir De Beir.
 (novembre 2015).
 (novembre 2015).
Hélène De Beir (née à Courtrai en 1974 et morte le 2 juin 2004) est une coopérante, collaboratrice de Médecins sans frontières, qui est assassinée en Afghanistan. La Fondation Hélène De Beir est une organisation fondée pour honorer sa mémoire.

## Biographie
Hélène De Beir fait ses études secondaires en Suisse. Elle obtient son diplôme de licenciée en droit à l'université libre de Bruxelles. À l'époque elle est présidente de la Conférence Olivaint de Belgique. Elle poursuit des études de droit international à l'université Johns-Hopkins.
En 2002 elle s'engage pour une première mission à Hérat en Afghanistan dans le cadre de Médecins du monde. En 2003 elle remplît une mission pour Médecins sans Frontières, en Côte d'Ivoire et en Irak.
À partir de janvier 2004 elle se retrouve en Afghanistan, d'abord à Kaboul et ensuite dans la province de Badghis, où elle aide le responsable d'un hôpital pour malades tuberculeux. Elle y travaille en outre en tant que Humanitarian Affairs Officer, afin de réunir l’information que Médecins Sans Frontières procure à l'opinion publique sur les conditions médicales inacceptables et en témoignant au sujet des violations graves des Droits de l’Homme dans les régions où ils opèrent.
Elle tombe dans un guet-apens et est assassinée, ainsi que ses quatre compagnons. Les coupables sont rapidement connus et neuf suspects sont arrêtés. Deux seulement sont condamnés à des peines légères. Le commanditaire du crime est lui aussi connu, mais ne fut ni poursuivi ni condamné.

## Fondation Hélène De Beir
En 2007, lors de l’assemblée générale de MSF, le père d'Hélène, Francis De Beir, annonça la création d’une fondation d’intérêt public, portant le nom de sa fille. La Fondation Hélène De Beir se propose de soutenir et de financer la recherche sur l’efficacité des interventions humanitaires médicales dans le monde.
La Fondation est symbolique pour la lutte en faveur de l’accès de tous aux soins de santé et de l’engagement des travailleurs humanitaires pour un monde plus juste, au péril de leur propre vie.

### Objectifs
L’objectif de la Fondation Hélène De Beir est de soutenir de façon structurelle la recherche humanitaire de Médecins Sans Frontières, et par extension les autres organisations humanitaires, dans le domaine de la malnutrition, de l’approvisionnement d’eau, de la logistique, de l’accès aux médicaments essentiels, ainsi qu’au témoignage et l’étude de contexte des régions où Médecins Sans Frontières opère. Grâce à ce travail, Médecins Sans Frontières peut informer le public des conditions de santé inacceptables et des violations graves des droits de l’homme. En mémoire d’Hélène et de ses compagnons, la Fondation s’efforce en outre d'améliorer la sécurité des volontaires sur le terrain.

### Lutte pour l’accès universel aux soins de santé de base
2,5 milliards de personnes de par le monde n'ont pas accès aux soins de santé de base, situation inacceptable et grand défi à relever. La Fondation Hélène De Beir soutient une solution structurelle et durable. Elle promeut la réalisation d’un fonds global pour la santé, garantissant aux plus pauvres les soins de santé élémentaires. La recherche scientifique et la campagne internationale sont gérées par la Fondation même.

### Conférence Internationale sur la Santé Mondiale à Bruxelles
En octobre 2009, la Fondation a organisé à Bruxelles la Global Health Conférence. 90 personnalités internationales, spécialistes du monde académique et décideurs dans le domaine de la santé publique y ont participé, le but étant d'établir une structure garantissant les soins de santé pour tous.

### Comité d’honneur
Diverses personnalités internationales soutiennent les objectifs de la Hélène De Beir Foundation. Parmi eux :
- Jimmy Carter, ancien président des États-Unis
- Emma Bonino, ancien Commissaire Européen et vice Président du Sénat Italien
- Mary Robinson, Haut Commissaire pour les Droits de l’Homme auprès de Nations unies et Ancien Président de l’Irlande
- Karel Van Miert (1942-2009), ancien Commissaire Européen
- d'autres personnalités belges et internationales encore.

### Fonds de dotation
La Fondation Hélène De Beir a constitué un fonds de dotation (endowment fund) où les dons reçus sont capitalisés et gérés par des spécialistes. Le revenu de ce capital investi sert au financement des projets de la Fondation. Les dons de personnes privées et de sociétés sont donc efficients et durables, gardant leur valeur et garantissant sur le long terme l’action de la Fondation.